# Fulvio Astalli

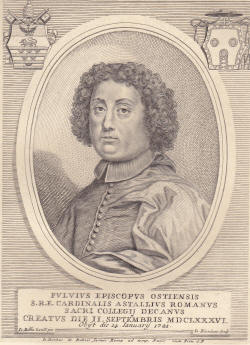
Fulvio Kardinal Astalli als Kardinaldekan (nach 1718)

Fulvio Astalli (* 29. Juli 1655 in Sambuci; † 14. Januar 1721 in Rom) war ein italienischer Kardinal und Bischof.

## Leben
Als Mitglied einer Adelsfamilie aus Latium war er Neffe der Kardinäle Francesco Maidalchini und Camillo Astalli-Pamphili. Er begann seine Laufbahn als Kammerkleriker der Apostolischen Kammer unter Papst Clemens X., mit dem er entfernt verwandt war, und wurde Präfekt der päpstlichen Milizen unter Papst Innozenz XI.
Am 2. September 1686 wurde er von Papst Innozenz XI. zum Kardinalat erhoben und daraufhin Kardinaldiakon von San Giorgio in Velabro. Er erhielt eine Dispens, da er noch nicht die niederen Weihen erhalten und einen Verwandten im Kardinalskollegium hatte. Am 17. Mai 1688 wechselte er zu Santa Maria in Cosmedin und am 19. Oktober 1689 zu Santi Cosma e Damiano. Von 24. September 1693 bis 16. Mai 1696 war er Präfekt der Apostolischen Signatur und wurde im selben Jahr von Papst Innozenz XII. zum päpstlichen Legaten für Urbino ernannt. Von 1698 bis 1709 war er päpstlicher Legat für Ferrara. Nach dem Tod Innozenz’ XII. war Kardinal Astalli einer der Wortführer der spanischen Fraktion im Kardinalskollegium. In Ferrara hatte er schwierige Verhandlungen mit Frankreich und den österreichischen Habsburgern zu führen, die im Spanischen Erbfolgekrieg gegen die Neutralität des Kirchenstaates verstoßen hatten. Beide Seiten beschuldigten Astalli der Unterstützung der jeweils anderen Armee.
Am 19. Februar 1710 wurde er Kardinalpriester von Santi Quirico e Giulitta und am 7. Mai 1710 von San Pietro in Vincoli. Am 16. April 1714 wurde er zum Kardinalbischof von Sabina ernannt und am 13. Mai 1714 spendete ihm Papst Clemens XI. unter Assistenz der Kardinäle Ferdinando d’Adda und Lorenzo Corsini die Bischofsweihe. Am 26. April 1719 wurde er zum Kardinalbischof von Ostia e Velletri, Dekan des Heiligen Kollegiums und Gouverneur von Velletri ernannt. Ab 1720 war er Kardinal Astalli verantwortlich für den zu eröffnenden Prozess gegen Kardinal Giulio Alberoni, der durch die Verschwörung von Cellamare den spanischen König Philipp V. zum Vormund Ludwigs XV. von Frankreich erheben wollte. Fulvio Astalli starb jedoch, bevor ein möglicher Prozess beginnen konnte.
1703 wurde er Mitglied der Accademia dell’Arcadia unter dem Namen Alasto Liconeo. Unter den von der Akademie veröffentlichten Gedichten finden sich drei Sonette Astallis, eines davon auf den Prinzen Eugen.
Er starb am 14. Januar 1721 in Rom und wurde in Santa Maria in Ara Coeli beigesetzt.

## Konklave
Während seiner Zeit als Kardinal nahm Fulvio Astalli an folgenden Konklaven teil:
- Konklave 1689, gewählt wurde Papst Alexander VIII.
- Konklave 1691, gewählt wurde Papst Innozenz XII.
- Konklave 1700, gewählt wurde Papst Clemens XI.